# Сирота, Лео Григорьевич
Ле́о Григо́рьевич Сиро́та (4 мая 1885 — 25 февраля 1965) — русский, японский и американский пианист-виртуоз.

## Биография
Родился 4 мая 1885 года в Каменце-Подольском в еврейской семье. Когда ему было 11 лет, он уже давал уроки старшим ученикам и ездил в концертные турне. В Киеве учился у Григория Ходоровского. Учителем Сироты был также Ферруччо Бузони, который помог дебютировать пианисту в Вене, где они вместе исполнили сонату для двух фортепиано Моцарта. В Берлине Сирота начал концертную поездку по странам Европы с оркестром Сергея Кусевицкого. Позже учителем молодого музыканта стал Александр Глазунов.
В репертуаре Лео Сироты все произведения Моцарта, все сонаты Бетховена, большая часть произведений Листа, Шумана, музыка Прокофьева, Стравинского, Бузони, Шёнберга и современников пианиста.
В 1921—1924 годах Лео Сирота вёл мастер-классы в Львовской консерватории имени Кароля Шимановского.
25 октября 1923 года в Вене у Лео Сироты и его жены Августины Горенштейн (сестра композитора Яши Горенштейна) родилась дочь Беата (в замужестве — Беата Гордон).
Во время гастролей в Москве Лео Сирота получил приглашение от правительства Маньчжурии. На его выступлении в Харбине был ведущий японский композитор того времени Косаку Ямада. Он сразу же пригласил пианиста выступить в Токио. Так в 1928 году Лео Сирота впервые попал в Японию.
Когда отец вернулся после этих гастролей, моя мама в Вене была очень сердита, поскольку его не было целый год. Она сказала: «Если ты снова куда-нибудь поедешь, ты должен взять с собой всю семью». Так и произошло в следующем году, когда его пригласили не только на гастроли в Японию, но и преподавать в Императорской академии в течение шести месяцев.Беата Гордон
В 1929 году Лео Сирота с семьёй поселился в Японии, где возглавил фортепианный отдел Токийской королевской академии Уэно. Вместо запланированных шести месяцев пианист прожил в Японии 17 лет. С 1931 года Лео Сирота стал преподавать фортепиано в Токийской консерватории. Среди его учеников — Минору Мацуя, Такахиро Сонода, Харуко Фудзита, Алексей Абаза. В течение Второй мировой войны дочь Беата училась в США, а Сирота вместе с женой жили в Каруидзаве.
В 1946 году супруги переехали в США. Сирота устроился на работу в Институте музыки в Сент-Луисе.
25 мая 2008 года в рамках открытия VII Киевского международного фестиваля документальных фильмов «Кинолетопись» состоялась мировая премьера фильма «Семья Лео Сироты и XX век», который создали японские кинематографисты (режиссёр Фудзивара Томита).